# اورمان‌لی (آرتوین)
اورمان‌لی (به ترکی استانبولی: Ormanlı) یک منطقهٔ مسکونی در ترکیه است که در آرتوین واقع شده‌است. اورمان‌لی ۲۱۳ نفر جمعیت دارد.